# Burummana
Burummana (arab. برمانا, Burummānā) – miejscowość w Libanie położona 7 km na wschód od Bejrutu, w kadzie Al-Matin. Na północ od niej znajduje się duży maronicki klasztor Dajr Mar Szaja, wybudowany w 1700 roku.